# 爱德华·雷蒙德·特纳
爱德华·雷蒙德·特纳（英語：Edward Raymond Turner，1873年—1903年3月9日）是英国先驱发明家和电影摄影技师。他制作了已知最早的彩色电影胶片片段。 

## 生平
1873年，特纳出生于英国北萨默塞特郡的克利夫登。后来，雷蒙德和他的妻子伊迪丝住在伦敦西区豪恩斯洛中心附近。特纳在蒙塔古路这所房子的后花园做过一些彩色胶片实验。他曾在此处向他的三个年幼的孩子阿尔弗雷德、艾格尼丝和威尔弗里德展示过这些实验。
1903年3月9日，由于突发心脏病，特纳在他的工作室离世，年仅29岁。三天后，他被安葬在豪恩斯洛赫斯顿圣伦纳德教区教堂的墓地。在他去世后，一直在资助特纳的电影制片人查尔斯·厄本要求乔治·阿尔伯特·史密斯继续他的工作。

## 李-特纳彩色处理工艺

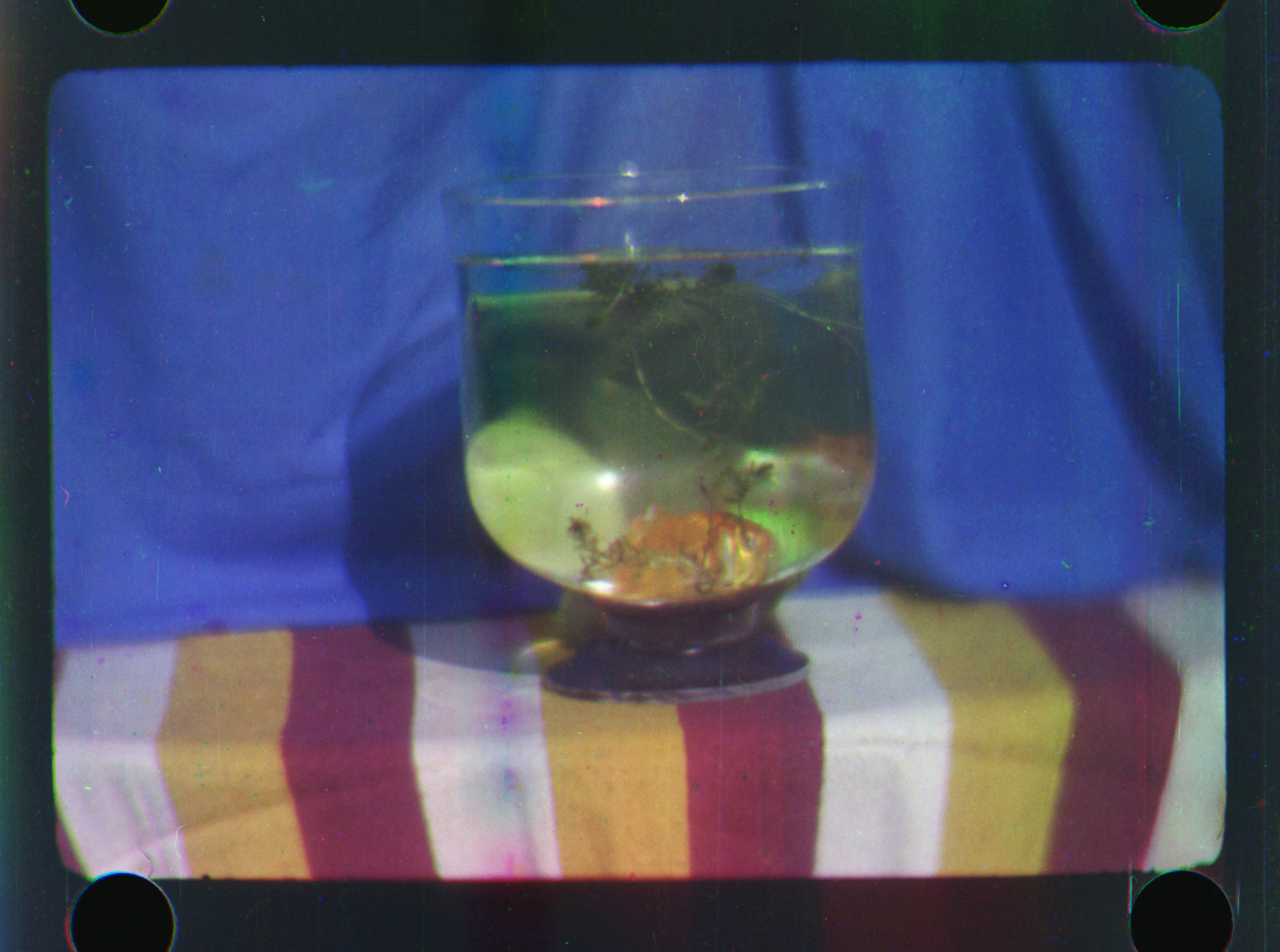
此静止画面出自爱德华·特纳于1902年拍摄的脚本

特纳因其开发彩色电影系统的尝试而闻名。此系统被认为是第一个实际应用的彩色电影系统，最初得到弗雷德里克·马歇尔·李的资金支持，后来又得到查尔斯·厄本的资助。
1899年3月22日，当特纳受雇于彩色摄影先驱弗雷德里克·E·埃夫斯位于伦敦的工作室时，特纳和李申请了一项关于三色加色法电影冲印的英国专利。此专利于1900年3月3日获得批准。1902年9月，厄本买断了李的这一兴趣方向并继续资助研究和开发。
特纳的相机使用带有三个单色滤光片的旋转圆盘，把色彩分散到单卷黑白胶片上。在胶片的每个相连的帧上记录经过滤色的红色、绿色或蓝色单色图像。通过使用对应的彩色滤光片，一次投影三帧的方式，完成最终的彩色正片制作。
该系统存在两种颜色配准问题：
- 首先，由于三帧画面不是同时拍摄的，场景中快速移动的物体无法在屏幕上匹配，呈现为一团混乱模糊的假色。
- 其次更糟糕的是，系统中的机械不稳定导致严重的整体配准问题，从而使三个叠加的图像相对彼此不停地抖动和交织在一起。[10][11]:42

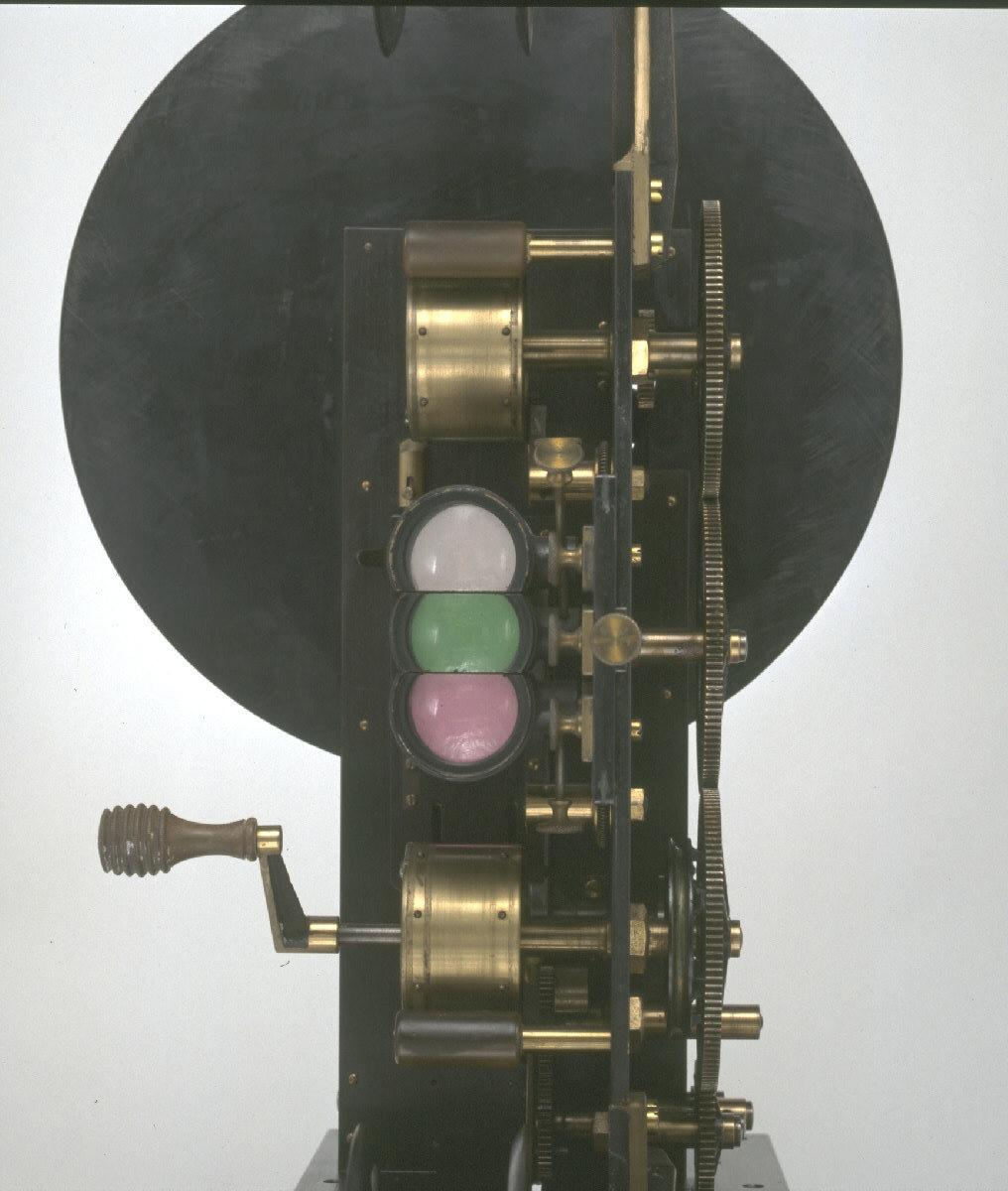
特纳的三色放映机，1902年

1903年特纳去世时，厄本将该工艺的开发权交给了乔治·阿尔伯特·史密斯，希望他能创造出一种商业上可行的处理工艺。然而，史密斯发现这个处理工艺不可行，而是开发了作为替代品的Kinemacolor ，这是一种大大简化的双色版工艺，推出后的几年来在商业上取得了一定的成功。:118

## 遗产
特纳在彩色电影基础发展上的作用曾一直未获得广泛承认。直到2012年9月12日，英国国家媒体博物馆制作了已有110年历史的数字版测试胶片的合成片，并对外公开展示，特纳才得到广泛认可。
现代数字修复技术使当今的观众能够看到的三种颜色合成的场景，合成画面比原始机械投影系统更成功。